# (29524) 1998 AE
(29524) 1998 AE est un objet de la ceinture principale d'astéroïdes extérieure découvert en 1998.

## Description
(29524) 1998 AE a été découvert le 3 janvier 1998 à Oaxaca de Juárez (Mexique) par James M. Roe.

### Caractéristiques orbitales
L'orbite de cet astéroïde est caractérisée par un demi-grand axe de 3,22 ua, un périhélie de 2,55 ua, une excentricité de 0,21 et une inclinaison de 11,52° par rapport à l'écliptique. Du fait de ces caractéristiques, à savoir un demi-grand axe entre 3,2 et 4,6 ua, il est classé, selon la JPL Small-Body Database, comme objet de la ceinture principale d'astéroïdes extérieure.

### Caractéristiques physiques
(29524) 1998 AE a une magnitude absolue (H) de 13,7 et un albédo estimé à 0,325.